# Tony Gunawan
Tony Gunawan (Surabaia, 9 de abril de 1975) é um jogador de badminton indonésio-estadunidense, campeão olímpico, especialista em duplas.

## Carreira
Tony Gunawan representou seu país nos Jogos Olímpicos de Verão de 2000 e 2012, conquistando a medalha de ouro, nas duplas em 2000, com a parceria de Candra Wijaya, Em Londres 2012, representou os Estados Unidos.